# Petrus Pavlicek
Petrus Pavlicek  (nacido como Otto Pavlicek, 6 de enero de 1902, Innsbruck - 14 de diciembre de 1982, Viena) fue un franciscano (OFM) y fundador de la Cruzada Expiatoria del Rosario por la Paz en el Mundo.

## Biografía
Fue el segundo Hijo del oficial Augustin Pavlicek y Gabriele Alscher nacido con el nombre de bautizo de Otto. Su Madre murió cuando él tenía dos Años de edad. Después su padre se mudó con él y sus hermanos cerca de Viena en 1915, a Olomouc. Allí Pavlicek se saco Bachillerato en 1920. Más tarde trabajó en una Fábrica de muebles de Thonet. Dejó la Iglesia Católica en 1921 y entre 1922 y 1924 sirvió en el ejército y más tarde trabajo en la compañía Brown Boveri & Cie en Praga. Como el trabajo no le satisfacía, estudió de 1927 a 1930 en la Academia de Pintores de Breslavia. Luego vivió como artista en París y Londres, donde se casó el 10 de diciembre de 1932 con la artista civil Kathleen Nell Brockhouse. El matrimonio duró solo unos meses. Pavlicek se mudó a Cambridge, vivió en Brno hasta 1933 y luego en Praga. 
Después de una grave enfermedad, volvió en diciembre de 1935 a la Iglesia católica y surgió en la vocación sacerdotal. En 1936 visitó a Teresa Neumann, quien le animó en su vocación. No fue admitido por la orden franciscana en Innsbruck y en Viena porque ya tenía 35 años. Finalmente, ingresó en Praga y recibió el nombre religioso de Pedro. El 29 de agosto de 1938, hizo la profesión simple y tres años más tarde la profesión perpetua. El 14 de diciembre de 1941 fue ordenado sacerdote.
El 13 de mayo de 1942, fue arrestado por la Gestapo por presunta objeción de conciencia y corte marcial. El juicio terminó con su absolución. El 7 de octubre tuvo que mudarse como paramédico al Frente Occidental y cayó el 15 de agosto de 1944 en cautiverio estadounidense. Fue llevado a Cherburgo, donde trabajó como pastor de campo y conoció por primera vez sobre las apariciones de Fátima a través de un folleto.
El 16 de julio de 1945 fue liberado del cautiverio pero no pudo regresar al monasterio en Praga y por lo tanto se fue a Viena. Allí trabajó como misionero popular.
El 2 de febrero de 1946, hizo una peregrinación como agradecimiento por el feliz regreso a casa de Mariazell después de la Segunda Guerra Mundial. Aquí escuchó una voz adentro que decía: "Haced lo que os diga, y habrá paz". Estas palabras le recordaron el mensaje de Fátima, y en febrero de 1947 fundó el Cruzada Expiatoria del Rosario por la Paz en el Mundo. Desde septiembre de 1948 las devociones por la paz se celebraban todos los meses en la Iglesia Franciscana de Viena. Desde 1949 publicó un diario, que hoy lleva el nombre de Pueblo de Dios orando. De 1950 a 1955 organizó en septiembre la procesión anual de Maria en la carretera de circunvalación de Viena (Ringstraße). Como éxito de su movimiento de oración se consiguió la firma del Tratado de Estado austriaco el 15 de mayo de 1955.
El padre Pedro dirigió la Cruzada Expiatoria del Rosario por la Paz en el Mundo hasta su muerte el 14 de diciembre de 1982. Fue enterrado en la Iglesia de los franciscanos de Viena. El 13 de octubre del 2000 se abrió su Proceso de beatificación.

## Obras
- El sacrificio expiatorio de Jesús y María por los pecadores del mundo. Cruzada Expiatoria del Rosario por la Paz en el Mundo, Viena, 1961
- Pueblo de dios Orando